# Przejście graniczne Głuchołazy-Jindřichov ve Slezsku
Przejście graniczne Głuchołazy-Jindřichov ve Slezsku – polsko-czeskie kolejowe przejście graniczne położone w województwie opolskim, w powiecie nyskim, w gminie Głuchołazy, w miejscowości Pokrzywna, zlikwidowane w 2007.

## Opis
Przejście graniczne Głuchołazy-Jindřichov ve Slezsku zostało utworzone 9 grudnia 2006 w rejonie znaku granicznego nr II/140/13, z miejscem odprawy granicznej i celnej w miejscowości Głuchołazy (stacja kolejowa Głuchołazy Główne). Czynne było całą dobę. Dopuszczone było przekraczanie granicy przez osoby, towary i mały ruch graniczny. Kontrolę graniczną osób, towarów i środków transportu wykonywała Placówka Straży Granicznej w Głuchołazach (Placówka SG w Głuchołazach).
Przejście graniczne położone było na wspólnym odcinku polskiej linii kolejowej nr 333 Głuchołazy–Jindřichov ve Slezsku i czeskiej linii nr292.
21 grudnia 2007 na mocy układu z Schengen przejście graniczne zostało zlikwidowane.

## Dane statystyczne
| Przejście graniczne Głuchołazy-Jindřichov ve Slezsku |       |         |        |
| Rok                                                  | Osoby | Pociągi | Źródło |
| 2006                                                 | 444   | 216     | [ a ]  |
| 2007 (1. półrocze)                                   | 1389  | 1808    | [ b ]  |

## Galeria

Przejście graniczne Głuchołazy-Jindřichov ve Slezsku
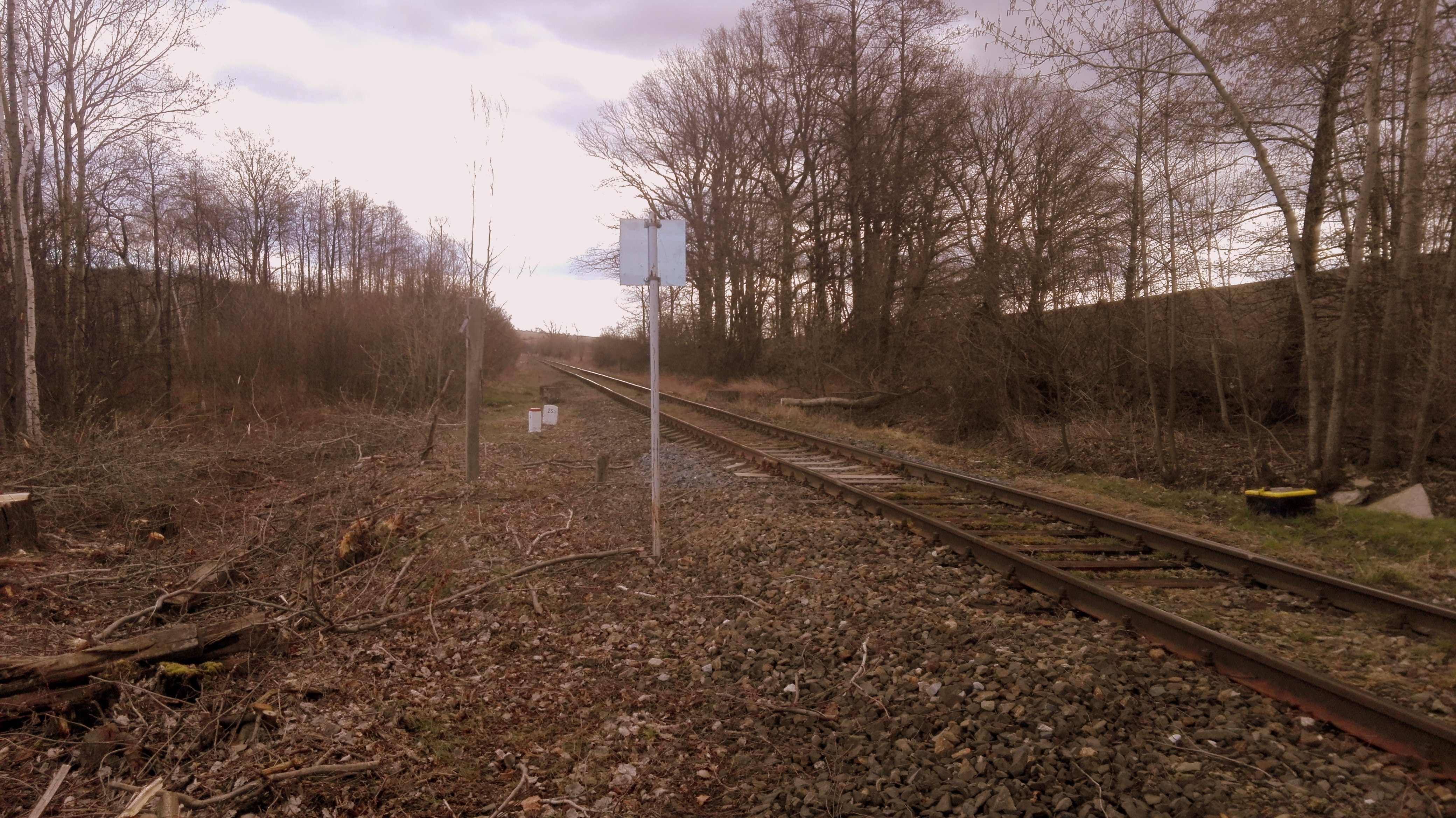
Widok od strony polskiej (marzec 2020)
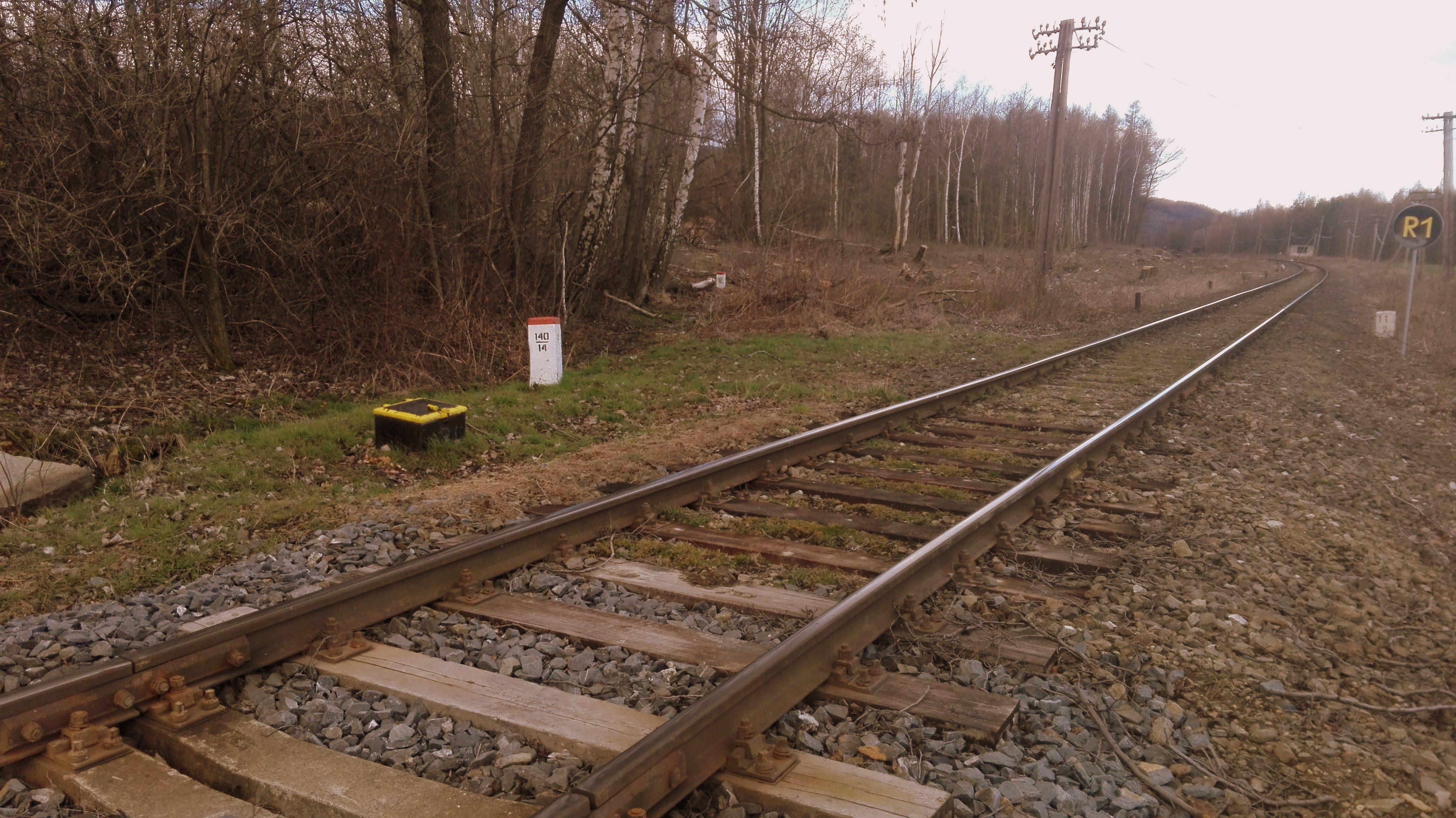
Widok od strony czeskiej (marzec 2020)
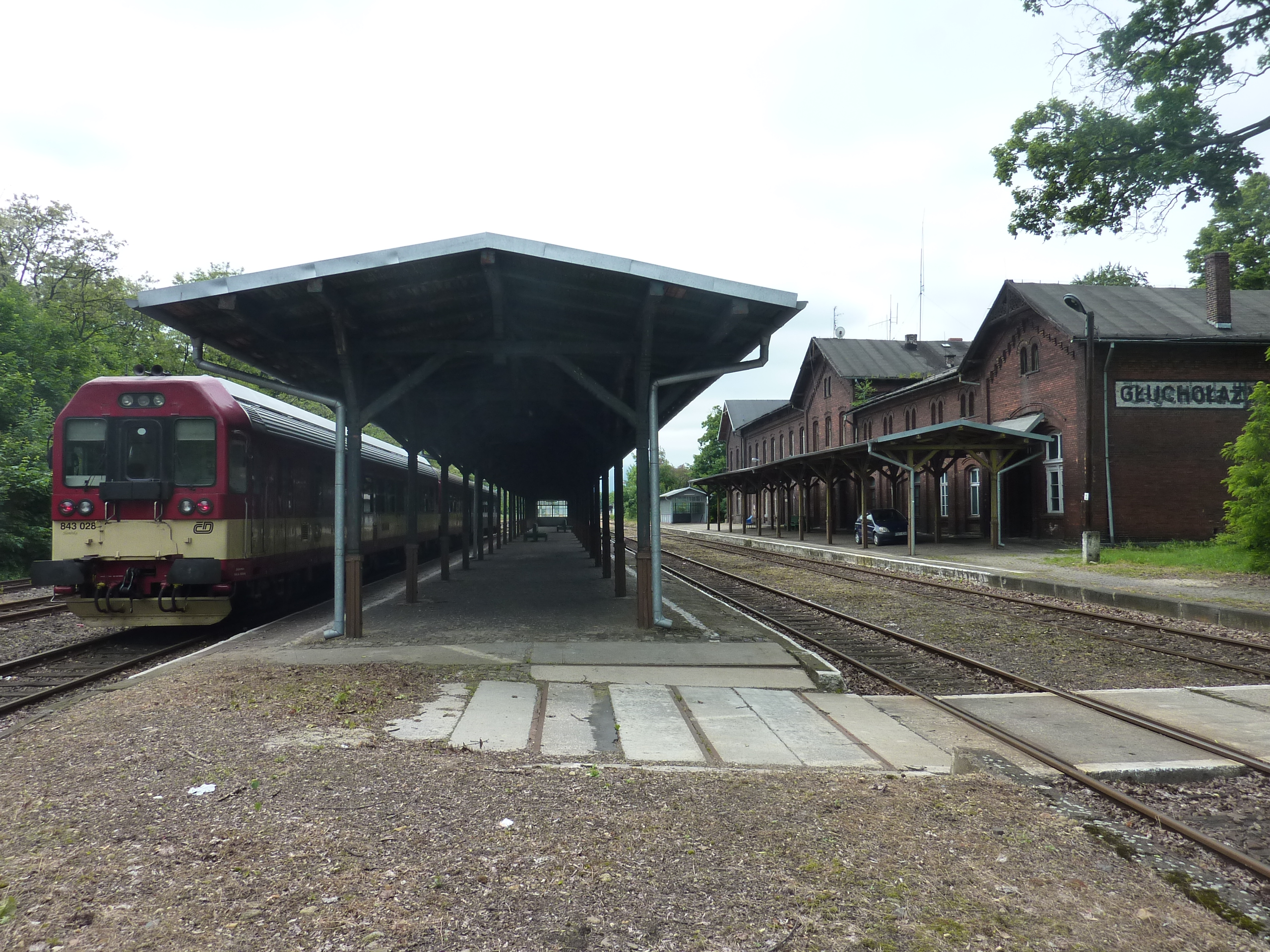
Stacja Głuchołazy Główne – czeski pociąg (czerwiec 2011)